# Plagiopleura consobrina
Plagiopleura consobrina är en insektsart som beskrevs av Brunner von Wattenwyl 1891. Plagiopleura consobrina ingår i släktet Plagiopleura och familjen vårtbitare. Inga underarter finns listade i Catalogue of Life.